# 田辺厚子
田辺厚子（たなべ あつこ、1935年ー2000年6月）は、日本の評論家。

## 略歴
兵庫県出身。本姓・馬場。夫は日産自動車の海外進出の功労者である馬場亮四郎（1936-）。関西学院大学文学部英文科中退、メキシコ国立自治大学大学院修士課程修了、1974年メキシコ国立自治大学外国語センターアジア語部長、同文学部助教授。フロンテーラ・ノルテ大学院教授を務め、1998年退官。三十数年に及ぶメキシコ在任中に、日本・メキシコ両国の文化交流に大きく貢献したことに対し、1988年に日本国外務大臣賞受賞。99年にはメキシコ・アメリカ国境における活躍に対し、カリフォルニア州知事より表彰。メキシコにて没。享年64歳。

## 著書
- 『ビバ!メキシコ』1984 講談社現代新書
- 『住んでみたメキシコ 知るほどに不思議な国』サイマル出版会 1985
- 『亡命の文化 メキシコに避難場所を求めた人たち』サイマル出版会 1986
- 『女が外国へ出るとき』文芸春秋 1989　のち文庫
- 『北斎を愛したメキシコ詩人 ホセ・フアン・タブラーダの日本趣味』PMC出版 1990
- 『女が外国で働くとき』文芸春秋 1993
- 『フリーダとディエゴ 伝説のカップル』竹林館 1996
- 『メキシコ文化に残された日本人の足跡』Programa de Estudios Japoneses El Colegio de la Frontera Norte 1997
- 『夫婦再発見』文藝春秋 1998
- 『唇の傷 田辺厚子詩集』竹林館 (ポエム・デュバーン 1999
- 『女が国境に生きるとき』碧天舎 2004